# Jason McCaslin
Jason Paul McCaslin (Ontario, Toronto, 1980. szeptember 3. –), közismertebb nevén „Cone”, a Sum 41 kanadai pop-punk banda basszusgitárosa és háttérvokalistája. 

## Pályafutása
Ír és svéd ősöktől származik. 1999 februárjában lépett be az együttesbe Mark Spicoluk helyére. Pár hónappal később a Sum 41 szerződést kapott az Island Recordstól.
Cone 14 éves kora óta játszik basszusgitáron, legelső bandája grunge garázs stílusú zenét játszott, olyan tagokkal mint Matt Brann (Avril Lavigne dobosa volt), és a szomszédaik. Ezt a bandát Second Opinion-nak hívták. Azért játszik basszusgitáron, mert a többiek már minden hangszert lefoglaltak, mire belépett.
Mielőtt csatlakozott a Sum 41-hoz, egy moziban dolgozott jegyszedőként. A Cone („tölcsér”) becenevet Deryck Whibley adta neki a gimiben, mert minden ebédjéhez elfogyasztott egy tölcsér fagylaltot.

## Lásd még
- Jason McCaslin